# خاویر ایریتیه
خاویر ایریتیه (انگلیسی: Javier Iritier؛ زادهٔ ۲۰ دسامبر ۱۹۹۴) بازیکن فوتبال اهل آرژانتین است.
از باشگاه‌هایی که در آن بازی کرده‌است می‌توان به باشگاه فوتبال اتلتیکو تیگره اشاره کرد.